# Wasserrettungsgruppe
Die Wasserrettungsgruppe (kurz: WRG) der Deutschen Lebens-Rettungs-Gesellschaft, dem ASB Wasserrettungsdienst oder der Wasserwacht besteht aus einem Bootstrupp und einem Einsatztauchtrupp und entspricht somit der Schnelleinsatzgruppe Wasserrettung (SEG-WR) in Mannschaft und Gerät. Der wesentliche Unterschied besteht im Zeitraum, in welchem eine solche Gruppe im Ernstfall einsatzbereit sein muss, da eine Schnelleinsatzgruppe als Einheit des (Wasser-)Rettungsdienstes an die Hilfsfrist gebunden ist und somit bei Einsätzen bereits in 5–10 Minuten nach der Alarmierung durch die Leitstelle einsatzbereit ist, während die Wasserrettungsgruppe eine Einheit des Katastrophenschutzes ist und somit eine längere Vorlaufzeit hat.
Zwei WRG, zwei SEG-WR oder eine WRG und eine SEG-WR bilden den Kern des Wasserrettungszugs, der darüber hinaus möglichst mehrere Fachgruppen umfasst.